# David Bičík
David Bičík (Praga, 6 aprile 1981) è un allenatore di calcio ed ex calciatore ceco, di ruolo portiere.
Nel 2014 è nel giro della Nazionale ma non scende mai in campo.

## Palmarès

### Club

#### Competizioni nazionali
- Campionato ceco: 4

Sparta Praga: 2000-2001, 2002-2003, 2004-2005
Slovan Liberec: 2011-2012
- Campionato slovacco: 1

Slovan Bratislava: 2008-2009
- Slovenský Superpohár: 1

Slovan Bratislava: 2009
- Slovenský Pohár: 1

Slovan Bratislava: 2009-2010